# 350.
◄ | 3. stoljeće | 4. stoljeće | 5. stoljeće | ►
◄ | 320-ih | 330-ih | 340-ih | 350-ih | 360-ih | 370-ih | 380-ih | ►
◄◄ | ◄ | 347. | 348. | 349. | 350. | 351. | 352. | 353. | ► | ►►
Astronomija • Književnost • Kršćanstvo

## Smrti
- Konstans I., rimski car

## Vanjske poveznice
|  | Zajednički poslužitelj ima još gradiva o temi 350. |